# The ECW Originals
The ECW Originals è stata una stable di wrestling attiva nella World Wrestling Entertainment tra il 2006 e il 2007 e nella Total Nonstop Action tra il 2010 e il 2011. Il gruppo era composto da Rob Van Dam, Sabu, The Sandman e Tommy Dreamer, ovvero le icone della Extreme Championship Wrestling.

## Storia

### WWE
Il motivo che spinse i quattro a formare una stable fu l'odio viscerale dichiarato da Vince McMahon, capo della World Wrestling Entertainment, nel corso di un angle tenutosi durante ECW on Sci Fi del 6 febbraio 2007: nell'occasione McMahon disse apertamente di odiare la ECW originale e coloro che ne hanno fatto parte a partire dai vari Dreamer, Sandman e Balls Mahoney.
McMahon convocò i cinque atleti sul ring (Mahoney salì sul ring, ma alla fine non entrò a far parte del gruppo) per manifestare loro tutto il suo disprezzo e annunciò che da quel momento in avanti sarebbero stati impegnati in una faida contro un altro gruppo, il New Breed, composto da Elijah Burke, Marcus Cor Von, Kevin Thorn e Matt Striker, wrestler della nuova ECW.
Gli Originals subirono diverse sconfitte prima di portare a casa un risultato utile; il 13 marzo Tommy Dreamer riuscì a vincere una Battle Royal fra i suoi compagni e le nuove leve; gli Originals sfidarono quindi i rivali del New Breed ad un match quattro contro quattro da svolgersi a WrestleMania 23, incontro che vinsero. Il feud fra le due fazioni proseguì anche dopo WrestleMania: il 3 aprile gli Originals subirono un'altra sconfitta per mano del New Breed ma stavolta in un Extreme Rules Match. Tre settimane dopo gli Originals vinsero un Elimination match quattro contro quattro, con Rob Van Dam unico "sopravvissuto".
Il 16 maggio Sabu venne licenziato dalla WWE mentre il 3 giugno, a One Night Stand, Dreamer, Sandman e CM Punk ebbero la meglio sui tre rappresentanti rimasti del New Breed (Thorn aveva lasciato la stable) in un Tables match, ponendo fine alla rivalità tra le due fazioni mentre Rob Van Dam (secondo la kayfabe) sarebbe rimasto fuori dalle scene a tempo indeterminato dopo aver subìto una commozione cerebrale per mano di Randy Orton in uno Stretcher Match. In realtà, Van Dam decise di non rinnovare il contratto e, di conseguenza, lasciare la federazione perché stanco della solita routine che gli imponeva il business.
Pochi giorni dopo si tenne l'annuale Draft Lottery, durante la quale Sandman passò al roster di Raw lasciando il solo Tommy Dreamer quale rappresentante della stable. Tuttavia, l'11 settembre, la WWE licenziò Sandman dopo il tour in Sudafrica in seguito ad alcune incomprensioni col management sul volo di ritorno per gli Stati Uniti.
Il gruppo è stato riformato nel 2015 in occasione del pay-per-view TLC, nel quale Dreamer, Rhino e i Dudley Boyz affronteranno la Wyatt Family.

### TNA (Extreme Version 2.0)
Gli ECW Originals trovano nuova vita a HardCORE Justice il PPV della TNA creato apposta per commemorare l'ECW scomparsa dalla WWE a febbraio 2010. Al PPV presero parte wrestler che hanno esclusivamente fatto parte della ECW, come Tommy Dreamer, Rob Van Dam, Rhino, Raven, Sabu e tanti altri. La seguente puntata della TNA, tutti gli ex-ECW si sono riuniti sul ring, ma vengono attaccati dalla Fourtune, composta da Ric Flair, AJ Styles, Desmond Wolfe, Robert Roode e James Storm, perché secondo loro, sono solo dei parassiti. Così la presidentessa TNA Dixie Carter da ad ognuno degli EV2 (Extreme Version 2.0, nuovo nome degli ECW Originals) un contratto a tempo pieno. Col passare del tempo le due fazioni vengono ai ferri corti, includendo nella faida anche wrestler come Brian Kendrick e Matt Morgan. Le due stable si affrontano al Bound for Glory dove a trionfare sono gli EV2.
La faida continua ma gli EV2 perdono membri dopo il licenziamento di Raven, Sabu, il tradimento di Rhino, mentre la Fourtune perde Matt Morgan, Douglas Williams ma acquista il rientrante Rob Terry e stringe un accordo con gli Immortals (Hulk Hogan, Eric Bischoff, Abyss, Jeff Hardy e Jeff Jarrett).